# 鴻志
鴻志（？年—？年），字印三，福州駐防正藍旗滿洲人， 繙譯鄉試中式舉人，光緒二十九年癸卯科繙譯會試中式進士，選庶吉士，進士館官派赴日留學，於法政速成科補習科卒業，光緒三十三年，進士館遊學各員畢業考試，列下等，宣統元年考列優等，閏二月授翰林院編修並賞加侍講銜，六月補授翰林院滿秘書郎，翰林院撰文，兼任貴胄法政學堂教員，講授正科甲堂、乙堂、簡易科經學以及預備科滿文，憲政研究會（即維持憲政會）副總幹事。

## 軼事
眷一私妓，謂面似觀音，實俗品